# Pethampalayam
Pethampalayam é uma panchayat (vila) no distrito de Erode, no estado indiano de Tamil Nadu.

## Demografia
Segundo o censo de 2001,  Pethampalayam  tinha uma população de 7132 habitantes. Os indivíduos do sexo masculino constituem 50% da população e os do sexo feminino 50%. Pethampalayam tem uma taxa de literacia de 49%, inferior à média nacional de 59.5%: a literacia no sexo masculino é de 60% e no sexo feminino é de 38%. Em Pethampalayam, 9% da população está abaixo dos 6 anos de idade.